# ال ملار
ال ملار (به اسپانیایی: El Molar, Priorat) یک شهرستان در اسپانیا است که در کاتالونیا واقع شده‌است.

## خصوصیات
ال ملار ۲۲٬۴ کیلومترمربع مساحت و ۲۹۷ نفر جمعیت دارد و ۲۲۸ متر بالاتر از سطح دریا واقع شده‌است.